# Síndrome de Kótov
En ajedrez, el síndrome de Kótov es un comportamiento descrito por primera vez en el libro de Alexander Kótov Piensa como un Gran Maestro (1971). Este sucede cuando un jugador piensa durante mucho tiempo en una situación complicada en el tablero, pero no encuentra una solución clara. Entonces, cuando el jugador se da cuenta de que le queda poco tiempo, hace un movimiento rápido, frecuentemente malo y que no ha analizado, y que le hace perder la partida. Una vez descrito, muchos jugadores reconocieron que este proceso era muy común.
«Kotov Syndrome» también es el título de una canción del álbum Appeal to Reason (octubre de 2008), perteneciente a la banda de punk rock estadounidense Rise Against.